# A Caminho de Marte: a Incrível Jornada de um Cientista Brasileiro até a NASA
A Caminho de Marte: a Incrível Jornada de um Cientista Brasileiro até a NASA (ou A Caminho de Marte) é um livro de 2018 do físico e engenheiro brasileiro Ivair Gontijo, cientista da NASA que esteve envolvido no lançamento do astromóvel Curiosity, que explorou a superfície do planeta Marte. A obra ganhou o Prêmio Jabuti na categoria Ciências pela Editora Sextante.  

## Contexto

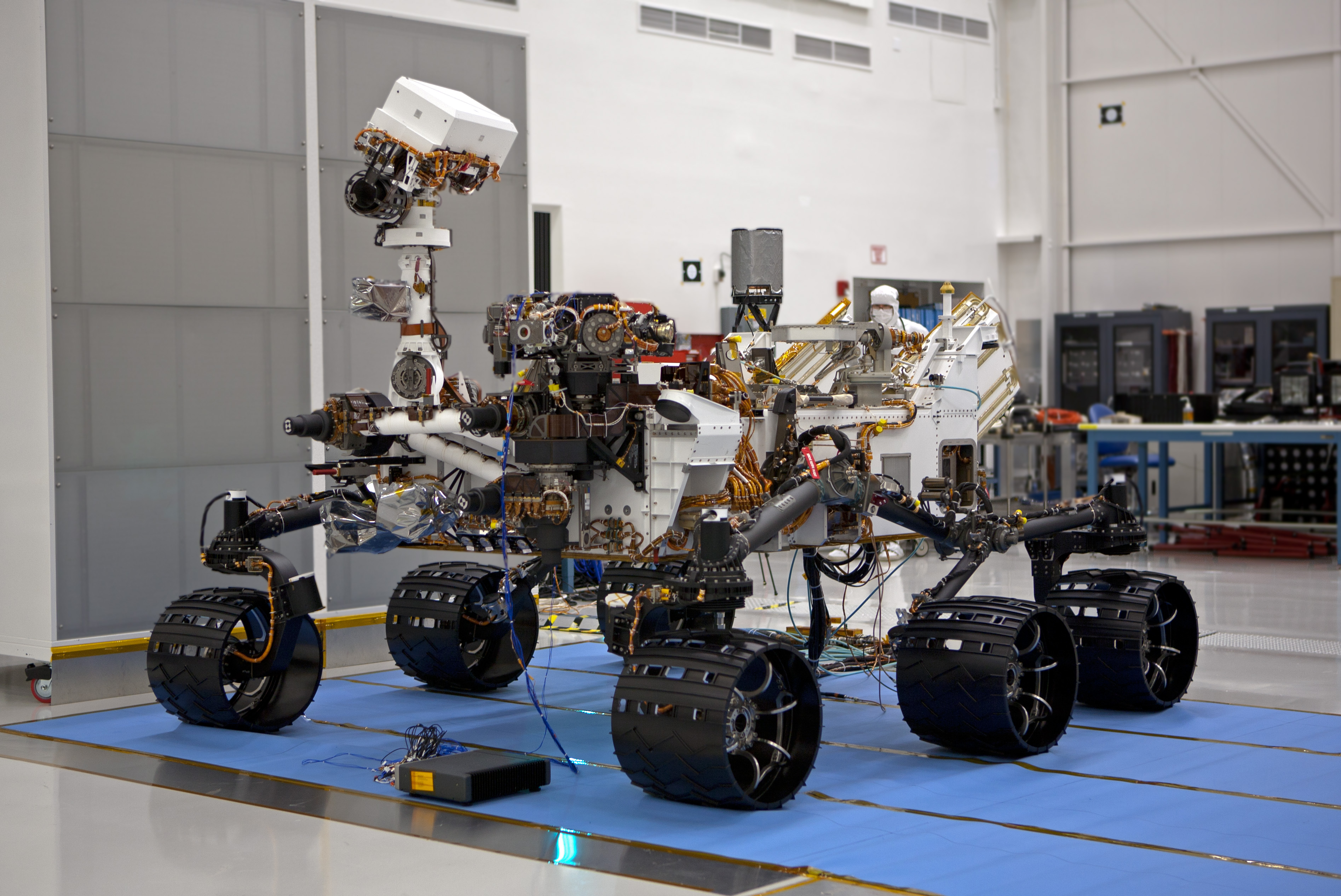
Foto de Curiosity tirada em 2011 na NASA.

Ivair nasceu em Moema, estudou em instituições públicas, realizou a graduação em uma faculdade agrícola e cursou física na Universidade Federal de Minas Gerais. 
Defendendo uma divulgação ampla e acessível da ciência e responder à pergunta de como entrou na NASA, Gontijo escreveu o livro com o lema de fazer o futuro é sua responsabilidade. Ele foi o responsável por liderar a construção do principal mecanismo de radar de Curiosity, um dos mais sofisticados veículos construído enviados a outro planeta. 

## Enredo
Ivair aborda tanto sua trajetória pessoal quanto a história da exploração do espaço ao longo de 25 séculos de conhecimento. 
Na obra, o mineiro Ivair Gontijo apresenta lembranças como a primeira vez que os moradores de Moema veem um avião no céu, mas também a dificuldade em conseguir o emprego na agência espacial, até que na terceira tentativa, surge uma oportunidade de se tornar um pesquisador no Laboratório de Propulsão a Jato (JPL, do inglês Jet Propulsion Laboratory) em 2011, liderando a equipe responsável por elaborar e construir os transmissores e receptores do radar que controlou a descida de Curiosity no solo marciano. O engenheiro que o contratou procurava alguém com experiência em lasers e fabricação de dispositivos optoeletrônicos. 
Há trechos em que se explicita a frustação e o drama de quando as coisas não saem como planejados, enquanto outros descrevem a sensação de vitória, como quando um colega contou que Curiosity pousou em Marte, controlado pelo radar que foi construído com o auxílio do brasileiro.
Apesar de ser centrado no desenvolvimento e no acompanhamento do robô Curiosity, o autor também debate sobre a educação e ciência no Brasil, ressaltando também a importância de sua mãe ao favorecer o estudo de seus nove filhos.  

## Características
O livro é composto por 19 capítulos que entrelaçam sua vida pessoal com projetos espaciais. Utiliza-se uma linguagem científica mas sem termos técnicos difíceis. 
No livro, há também um caderno de fotos coloridas. Em particular, há duas fotos tiradas com 30 anos de diferença em uma mesma página: uma onde ele está em um jipe na fazenda onde trabalhava em Minas Gerais, e a outra no JPL. 

## Prêmios
A obra ganhou o Prêmio Jabuti de 2019 na categoria Ciências. 